# Sphecomyrma freyi
Sphecomyrma freyi (лат.) — один из самых древних ископаемых видов муравьёв, найден американскими учёными из Музея естественной истории в куске янтаря с пляжа в Нью-Джерси (США). Вид был назван в честь владельца этого куска янтаря (Mr. Edmund Frey). Возраст находки датируется нижним мелом.

## Статус
Этот вид впервые описан в 1967 году на основе находки первого для науки муравья из мелового периода и выделен в отдельное подсемейство Sphecomyrminae. Самки этих муравьёв, как и Armaniinae, имели сфекоидное строение усиков и мандибул, но у них был хорошо обособленный петиолюс. В 1985 и 2005 годах были описаны близкие ископаемые виды † Sphecomyrma canadensis (Канада) и † Sphecomyrma mesaki (США).
Однако, в 2017 году после дополнительного изучения типового материала вид Sphecomyrma canadensis был выделен в отдельный род Boltonimecia и вместе с родом Zigrasimecia в отдельную трибу Zigrasimeciini (Zigrasimeciinae).